# Guido Álvarez Parga
Guido Álvarez Parga, nascut a Lugo el 16 de setembre del 1985, és un turismòleg, guia i docent universitari especialitzat en Planificació Turística i en Gestió de Paisatges Culturals. Col·laborador assidu en diversos mitjans de comunicació (principalment premsa escrita i ràdio) és un dels fundadors del moviment social Coidemos Lugo. Fué nomenat com un dels 10 Lucenses do Ano 2020, va rebre el reconeixement Travelers Choice de la plataforma internacional TripAdvisor en 2022 i 2023, i és reconegut per les seves variades propostes i iniciatives turístiques i culturals a Galícia i sobretot a la ciutat i a la província de Lugo.

## Trajectòria
Va néixer en el barri do Carme de Lugo. Als 18 anys es va mudar a la Corunya per a curses la carrera de Turisme. Va continuar la seva formació amb diferents beques (Erasmus, Leonardo, Maclands, Erasmus Mundus) en les universitats de Téramo (Itàlia), Santiago de Compostela, Jean Monnet (Saint-Étienne, França), Federico II (Napoli, Itàlia) i Stuttgart (Alemanya), que compatibilitza amb diverses experiències laborals entre les quals destaquen un període en el museu Benjamin Franklin House de Londres (Regne Unit), un altre en una consultora turística a Nantes (França) i diversos anys com inverigador i coordinador de dos observatoris turístics en el CETUR (Centre de Estudos i Investigacións Turístiques, a Santiago de Compostela). En el 2015 torna a Lugo, on treballa durant diversos anys en diverssas agències de viatges, i en el 2019 llança el seu propi projecte professional: Guido Guia.
És l'impulsor de la campanya "Lugo Patrimonio Mundial", coordinador de "Lugo Muralla Única" i creador dels passejos "O Lugo menos coñecido", un format d'itineraris turístics alternatius posteriorment estès per ell mateix a altres ciutats i localitats gallegues. És en general iniciador de variades iniciatives culturals i recorreguts turístics.
L'agost del 2020 fué un dels fundadors de Coidemos Lugo, un ampli moviment social que promou la conscienciació ambiental i la cura del patrimoni. Un mes després s'incorpora a la UNED (Universitat Nacional d'Educació a Distància) com a professor-tutor del Grau de Turisme. Diversos mesos més tard és nomenat com un dels 10 Lucenses do Ano 2020, i també reconegut poc després com a associat d'honor de l' Asociación pola Defensa do Patrimonio Cultural Galego. En 2022 i 2023 va rebre el reconeixement Travelers Choice de la plataforma internacional TripAdvisor.
És l'autor d'una guia de 21 rutes naturals a través del Concello de Lugo i colaborador freqüent dels mitjans Galícia Confidencial, Lugo Xornal, Nós Diari, El Progrés de Lugo, La Voz de Galícia i Onda Cero.

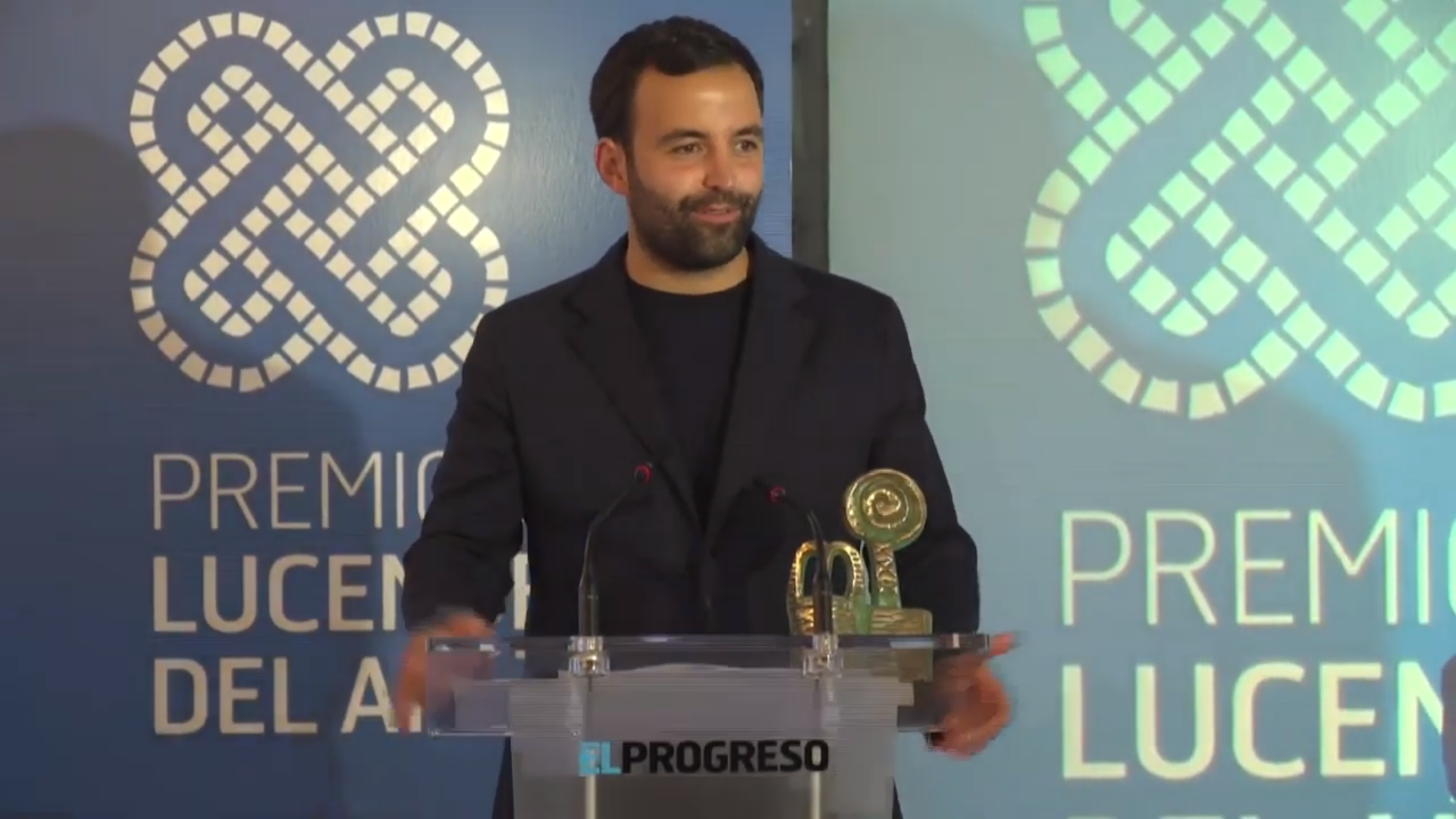
Premi De Lugo de l'Any 2020

## Premis i reconeixements
- Lucenses do Ano 2020[16]
- Associat d'honor de l' Asociación pola Defensa do Patrimonio Cultural Galego
- Premi Travelers Choice 2022 i 2023 de la plataforma internacional TripAdvisor[17]

## Publicacions
- Guia de 21 rutes naturals del Concello de Lugo[18]